# Dümmer
El lago Dümmer es un gran lago localizado en la parte meridional de Baja Sajonia en Alemania. Tiene una superficie de 13,5 km² y una profundidad media de sólo 1 metros. Su altitud es de 37 metros.
Dümmer es un centro popular para los deportes acuáticos, pero también es un importante biotopo para aves acuáticas y se ubica en una zona especialmente frecuentada por aves migratorias. Una gran sección de su litoral se encuentra protegido por zonas de reserva natural.
El Dümmer es, desde el 26 de febrero de 1976, un sitio protegido por el Convenio de Ramsar (n.º 85).52°32′N 008°23′E / 52.533, 8.383 La zona protegida abarca 3.600 ha. Tiene una elevación entre 37 y 39 m s. n. m. Es un gran lago en un valle glacial, unido a humedales que incluyen turberas, dunas interiores, densos cañaverales y prados de juncos. Una zona importante internacionalmente para la cría, el paso y el estacionamiento en invierno de aves acuáticas. Las actividades humanas han incluido el drenaje y la explotación de la turba. Actualmente el lago se usa como un embalse y experimenta tráfico de barcos, pesca intensiva y construcción de casas para vacaciones. Las medidas de restauración consisten en la eliminación de los sedimentos, el restablecimiento de las inundaciones temporales y las restricciones a la caza y a la pesca. Ramsar site no. 85.